# Dorothea Brandt
Dorothea Brandt (ur. 5 marca 1984 w Bremervörde) – niemiecka pływaczka, dwunastokrotna medalistka mistrzostw Europy (basen 25 m).
Specjalizuje się w pływaniu stylem dowolnym. Jej największym dotychczasowym sukcesem jest złoty medal mistrzostw Europy na krótkim basenie w Stambule w 2010 roku na dystansie 50 m stylem klasycznym.
Startowała w igrzyskach olimpijskich w Atenach (2004) w wyścigu na 50 m kraulem, ale nie zakwalifikowała się do wyścigu finałowego.